# Eadbert I del Kent
Eadberht I (... – 748) fu re del Kent dal 725 al 748.
Dopo la morte del padre Wihtred ereditò il regno del Kent insieme ai fratelli Æðelberht II e Alric. Eadberht I morì nel 748 secondo la Cronaca anglosassone. Suo figlio, Eardwulf, successe sul trono insieme allo zio.